# 银门 (斯普利特)
银门 (拉丁语 Porta argentea；克罗地亚语：Srebrna vrata)是克罗地亚城市斯普利特戴克里先宫一座宏伟的宫门，位于东部宫墙的中央，东西纵轴线上。与位于宫殿北墙的金门相比，其装饰较为温和。附近有建于13世纪的多明我会修道院及圣加大肋纳教堂。
东门最早的名字是“东方门”（Porta orientalis；istočna vrata). 银门在中世纪被封闭，1952年才重新打开。 在门的内侧有一个教堂crkva Dušica ，1944年被炸毁。